# Diaphus rafinesquii
El linternilla rafino (Diaphus rafinesquii), es una especie de pez marino de la familia de los mictófidos o peces linterna.

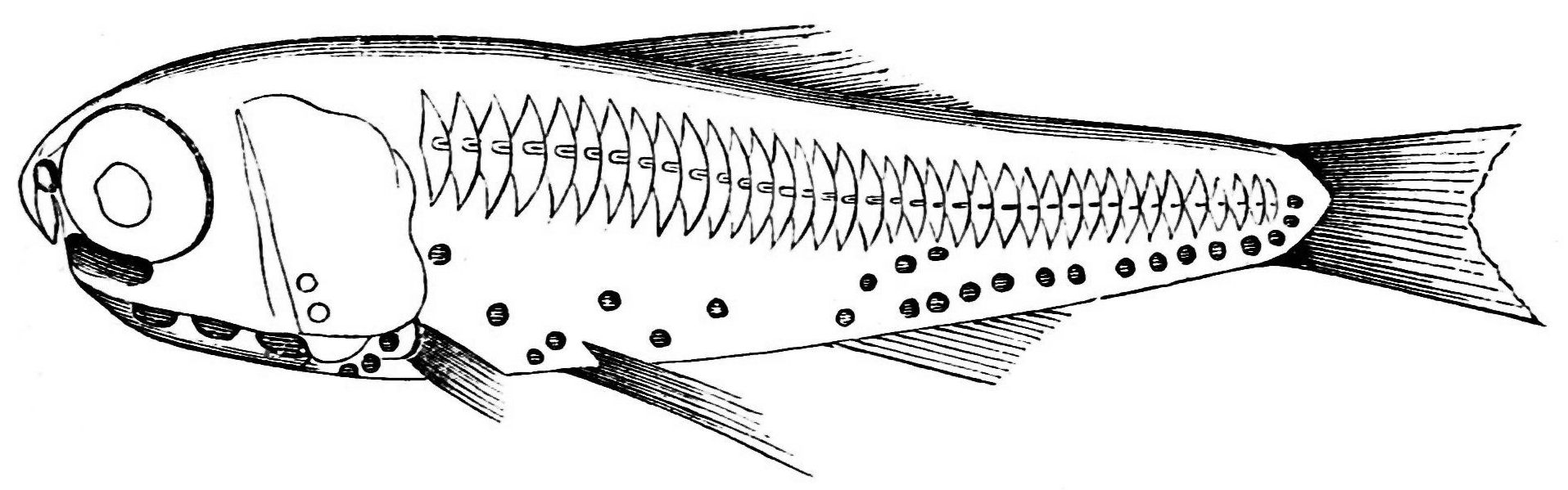
Posición de los órganos luminosos.

## Morfología
Su longitud cuando alcanza la madurez es de unos 5'8 cm y la longitud máxima descrita es de 9'0 cm,
Son luminiscentes, con hileras de fotóforos a lo largo de su cuerpo.

## Distribución y hábitat
Es un pez marino bati-pelágico de aguas profundas, oceanódromo, que habita en un rango de profundidad entre 40 y 1200 metros Se distribuye por todo el norte del océano Atlántico, tanto la costa noreste incluyendo el mar Mediterráneo y el mar del Norte, como la costa oeste incluyendo el golfo de México. También se han descrito algunas capturas en el océano Índico y océano Pacífico.
Es un pez oceánico de alta mar, que realiza migraciones diarias en vertical, encontrándose durante el día entre 325 y 750 m de profundidad mientras que durante la noche ocurre una estratificación por tamaños, encontrándose los adultos entre 300 y 600 m y los juveniles entre 40 y 200 m durante la noche.
Esta especie es conocida para desovar durante los meses de otoño e invierno.